# Moerbrugge
Moerbrugge is een dorp in de Belgische provincie West-Vlaanderen. Het ligt op het grondgebied van de gemeente Oostkamp, twee kilometer ten noordoosten van het dorpscentrum van Oostkamp, ervan gescheiden door de Rivierbeek. Moerbrugge wordt doorsneden door het Kanaal Gent-Brugge.

## Geschiedenis

### 1944
In september 1944 had aan de kanaalbrug van Moerbrugge een hevige strijd plaats tussen Duitsers en geallieerden: de Slag om Moerbrugge. Vooral veel Canadese soldaten kwamen om, een monument (zie lager) ter hoogte van die brug herinnert aan die slag.

## Bezienswaardigheden
- De Sint-Godelievekerk.
- De Veldkapel, gelegen in het Beverhoutsveld.
- Het Blauw Kasteel.
- De Zuidleie
- Het neoclassicistische station van Oostkamp is gevestigd in Moerbrugge.
- Het Tankmonument (uit tankonderdelen van een Achilles, variant van de M10 Wolverine), ter gedachtenis van de gesneuvelde burgers en soldaten tijdens de Tweede Wereldoorlog.

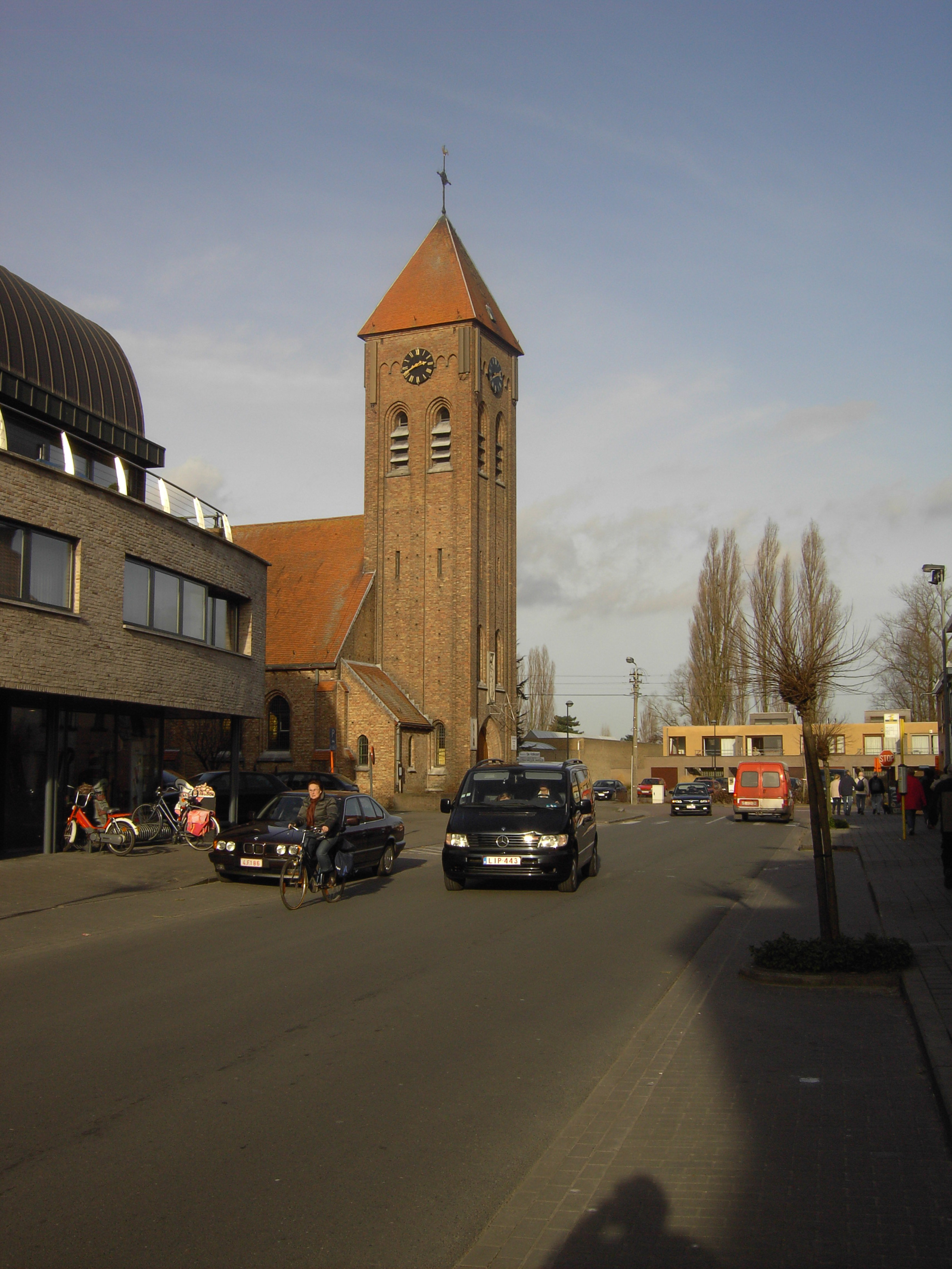
Dorpskom van Moerbrugge.
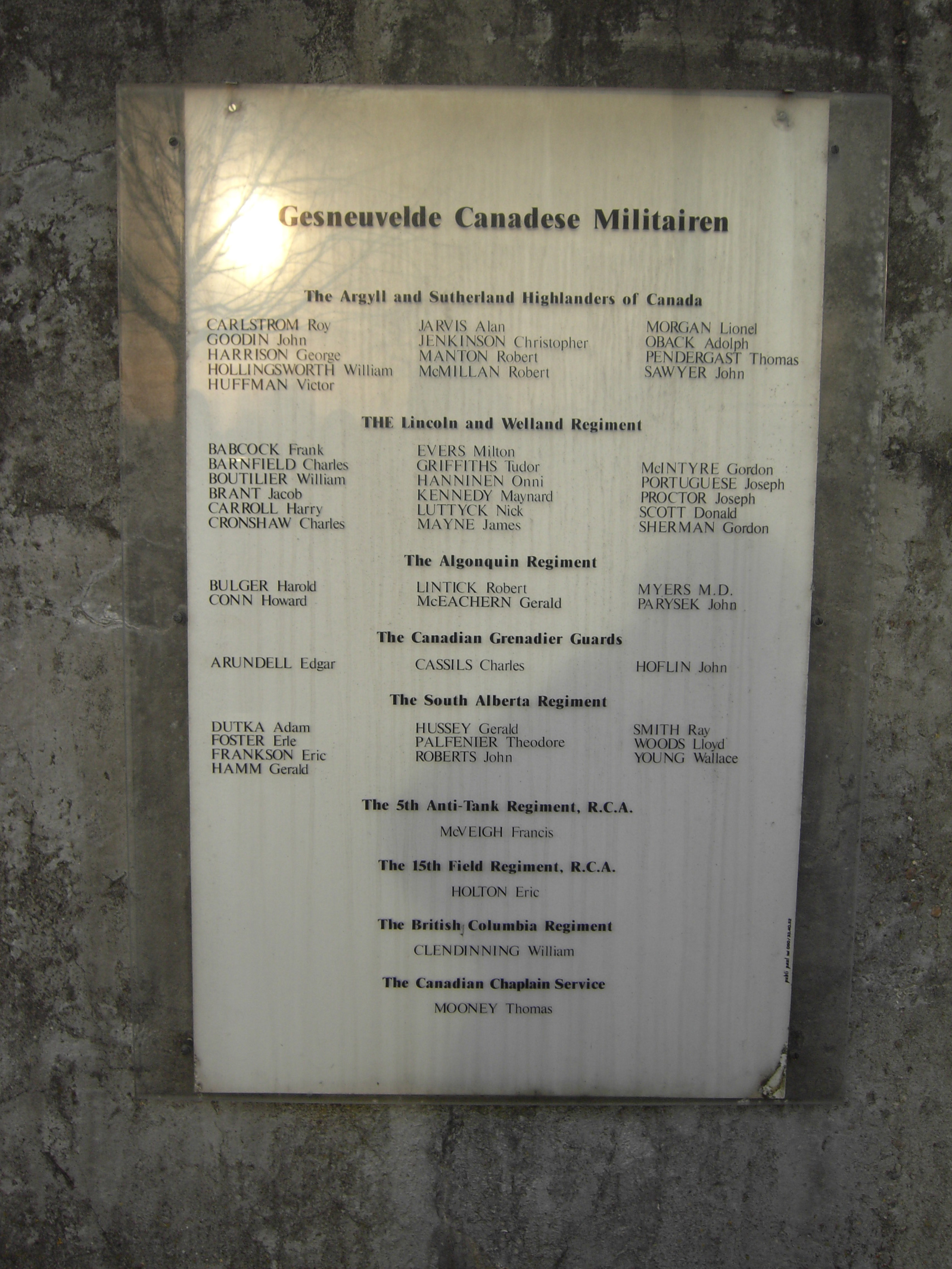
Gesneuvelde Canadese soldaten.
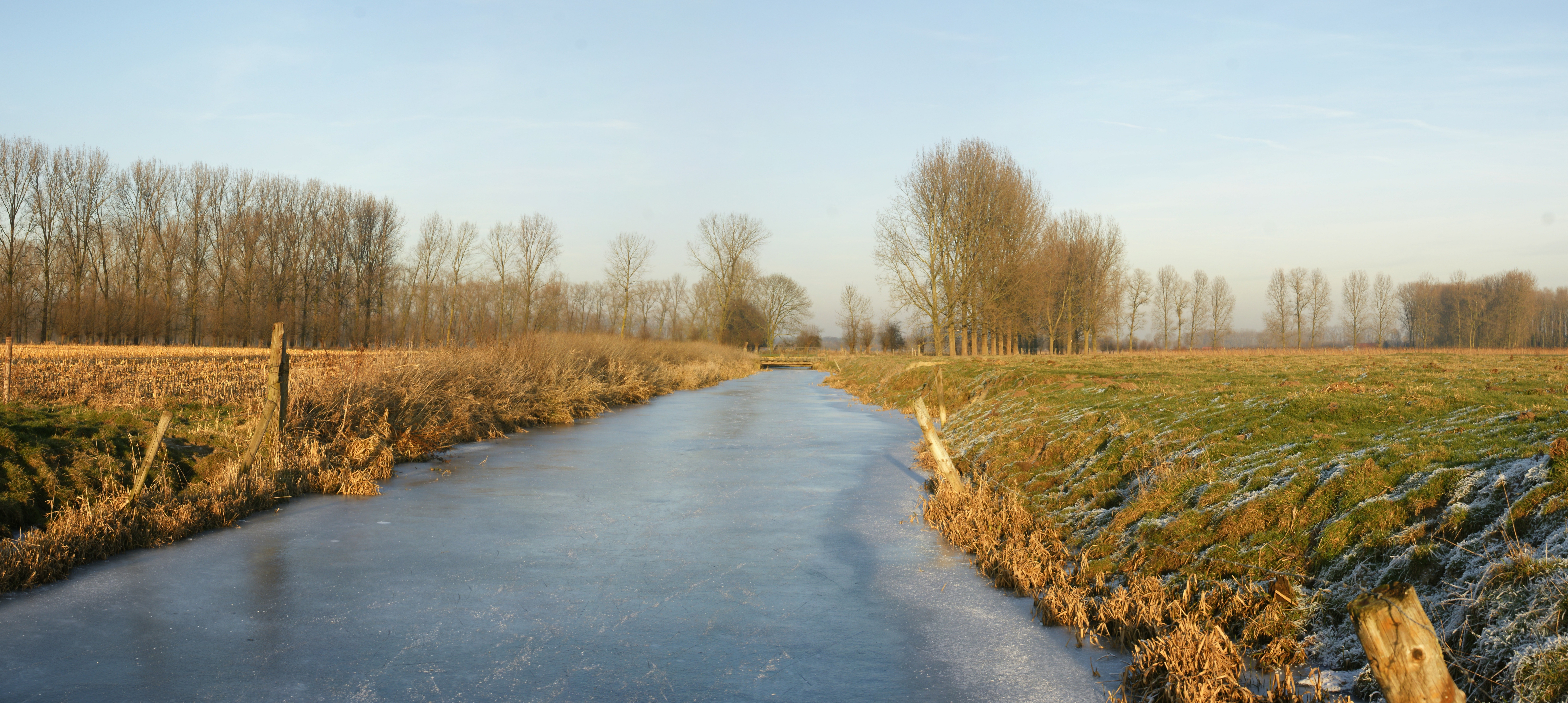
Meersen aan de noordkant van Moerbrugge tijdens de winter van 2009.
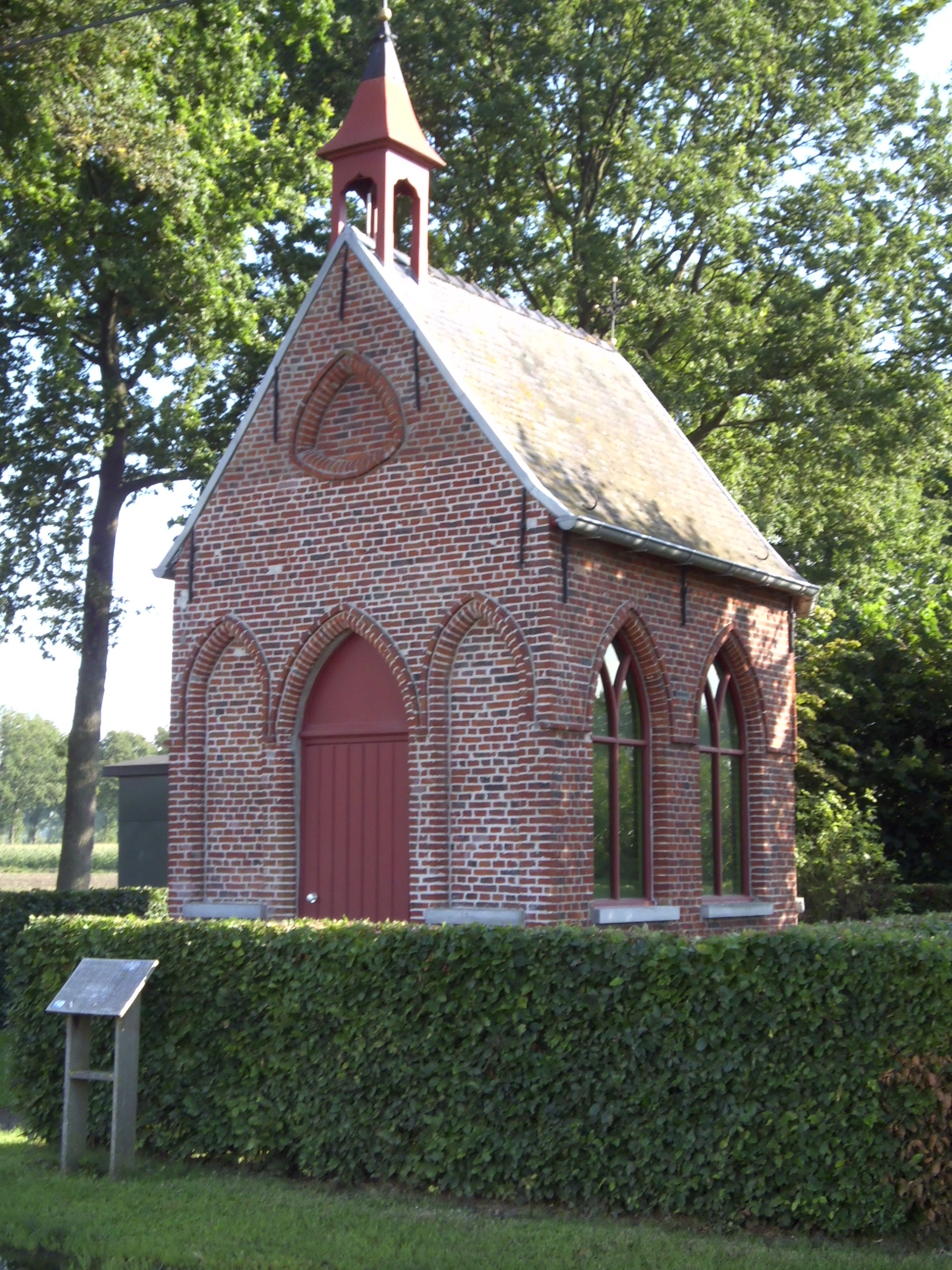
Veldkapel of Beverhoutsveldkapel nabij Moerbrugge, op de hoek van de Veldstraat en de Beverhoutstraat, op de grens van Oedelem en Oostkamp.

## Natuur en landschap
Moerbrugge ligt aan het Kanaal Gent-Brugge op een hoogte van ongeveer 5 meter, in Zandig Vlaanderen.
De Warandeputten bestaan uit waterplassen, moeras, wilgenbroek en grasland. Ze zijn ontstaan door de herkalibrering van het aangrenzende kanaal, de naam verwijst naar het domein de Warande. Het gebied is vrij toegankelijk en de ingang ligt dicht bij de kanaalbrug, is 10 ha groot en ligt aan de monding van de Rivierbeek. Men wandelt er op knuppelpaden en er zijn 2 observatiehutten voor vogels.

## Verkeer
In het zuiden van Moerbrugge ligt het treinstation van Oostkamp.
Het bootverkeer loopt door Moerbrugge via het kanaal Brugge-Gent. De autoverbinding over het kanaal gaat via een ophaalbrug.

## Nabijgelegen kernen
Steenbrugge, Oostkamp, Erkegem, Beernem